# Bipin Rawat
Pour les articles homonymes, voir Rawat.
Bipin Rawat (en hindi : बिपिन रावत, né le 16 mars 1958 et mort accidentellement le  8 décembre 2021, est un général de l'armée de terre indienne et depuis 2019, le chef d'état-major de l'armée indienne, premier à occuper ce poste nouvellement créé.

## Biographie
Il nait à Pauri, dans l'Uttarakhand dans le nord de l'Inde Il est issu d'une famille de militaires sur plusieurs générations,. 
Après avoir suivi des études à la St Edward School à Shimla puis a  la National Defence Academy (en) (NDA) à Khadakwasla et l'Indian Military Academy (en) (IMA) à Dehradun, il entre dans l'armée comme sous-lieutenant en 1978. Durant ses quarante ans de carrière, il a assuré le commandement militaire des forces armées dans la partie du Cachemire administrée par l'Inde. Parmi les opérations portées à son crédit, l'affaiblissement d'une insurrection séparatiste à la frontière nord-est de l'Inde et la supervision d'une opération transfrontalière avec la Birmanie. 
De 2017 à 2019, il est le chef d'état-major de l'armée de terre qui comprend alors 1,3 million d'hommes. Il prend ensuite le poste nouvellement créé de chef d'état-major de l'armée indienne, créé pour améliorer la coordination entre l'armée de terre, la marine et l'armée de l'air.
Il meurt à 63 ans, avec son épouse et douze autres personnes, dans le crash d'un hélicoptère Mil Mi-17 de l'armée de l'air indienne  près de Coonoor dans l'État du Tamil Nadu dans le sud-est de l'Inde, alors qu'il était en route entre Sulur et la ville de Wellington.
Le 14e dalaï-lama a exprimé ses condoléances déclarant : « C'est avec une grande tristesse que j'apprends que le chef d'état-major de la Défense, le général Bipin Rawat, et d'autres personnes voyageant avec lui ont perdu la vie aujourd'hui dans un accident mortel d'hélicoptère. Je prie pour le général et ses compagnons et présente mes plus sincères condoléances aux membres des familles de tous ceux qui ont péri dans ce malheureux accident. Je salue la contribution de longue date du général Rawat au service de la nation. »